# Albertine-Frédérique de Bade-Durlach
Albertine-Frédérique de Bade-Durlach est une princesse allemande de la maison de Bade née le 3 juillet 1682 au château de Karlsburg, à Durlach, et morte le 22 décembre 1755 à Hambourg.

## Biographie
Albertine-Frédérique est le huitième enfant et la sixième fille du margrave Frédéric VII Magnus de Bade-Durlach et de son épouse Augusta-Marie de Holstein-Gottorp.

## Mariage et descendance
Le 2 août 1704, Albertine-Frédérique épouse le prince d'Eutin Christian-Auguste de Holstein-Gottorp. Ils ont douze enfants :
- Hedwige-Sophie-Augusta (9 octobre 1705 – 4 octobre 1764), abbesse de Herford (1750-1764) ;
- Charles-Auguste (26 novembre 1706 – 31 mai 1727), prince-évêque de Lübeck (1726-1727) ;
- Frédérique-Amélie (12 janvier 1708 – 19 janvier 1782), nonne à Quedlinbourg ;
- Anne (3 février 1709 – 2 février 1758), épouse le duc Guillaume de Saxe-Gotha-Altenbourg ;
- Adolphe-Frédéric (14 mai 1710 – 12 février 1771), prince-évêque de Lübeck (1727-1750) puis roi de Suède (1751-1771) ;
- Frédéric-Auguste (20 septembre 1711 – 6 juillet 1785), prince-évêque de Lübeck (1750-1785) et duc d'Oldenbourg (1774-1785) ;
- Jeanne-Élisabeth (24 octobre 1712 – 30 mai 1760), épouse le prince Christian-Auguste d'Anhalt-Zerbst (1690-1747) d'où postérité dont Sophie-Auguste (Catherine II de Russie);
- Guillaume-Christian (20 septembre 1716 – 26 juin 1719) ;
- Frédéric-Conrad (12 mars 1718 – 1719) ;
- Georges-Louis (16 mars 1719 – 7 septembre 1763).